# Winifred Austen
Winifred Maria Louise Austen (1876 – 1 de noviembre de 1964) fue una ilustradora, pintora y grabadora de aguatinta inglesa. 

## Primeros años y educación
Nació en Ramsgate, Kent, en 1876, sus padres fueron Josiah Austin, un cirujano naval de Cornualles, y Fanny (con nombre de soltera Mann) Austin. Tuvo una educación privada con dos maestros, la Sra. Louise Jopling-Rowe y el Sr. Cuthbert E. Swan.

## Carrera

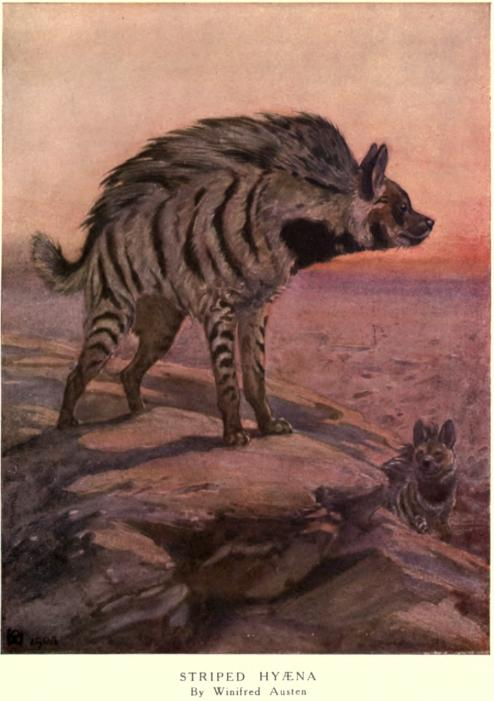
Hiena

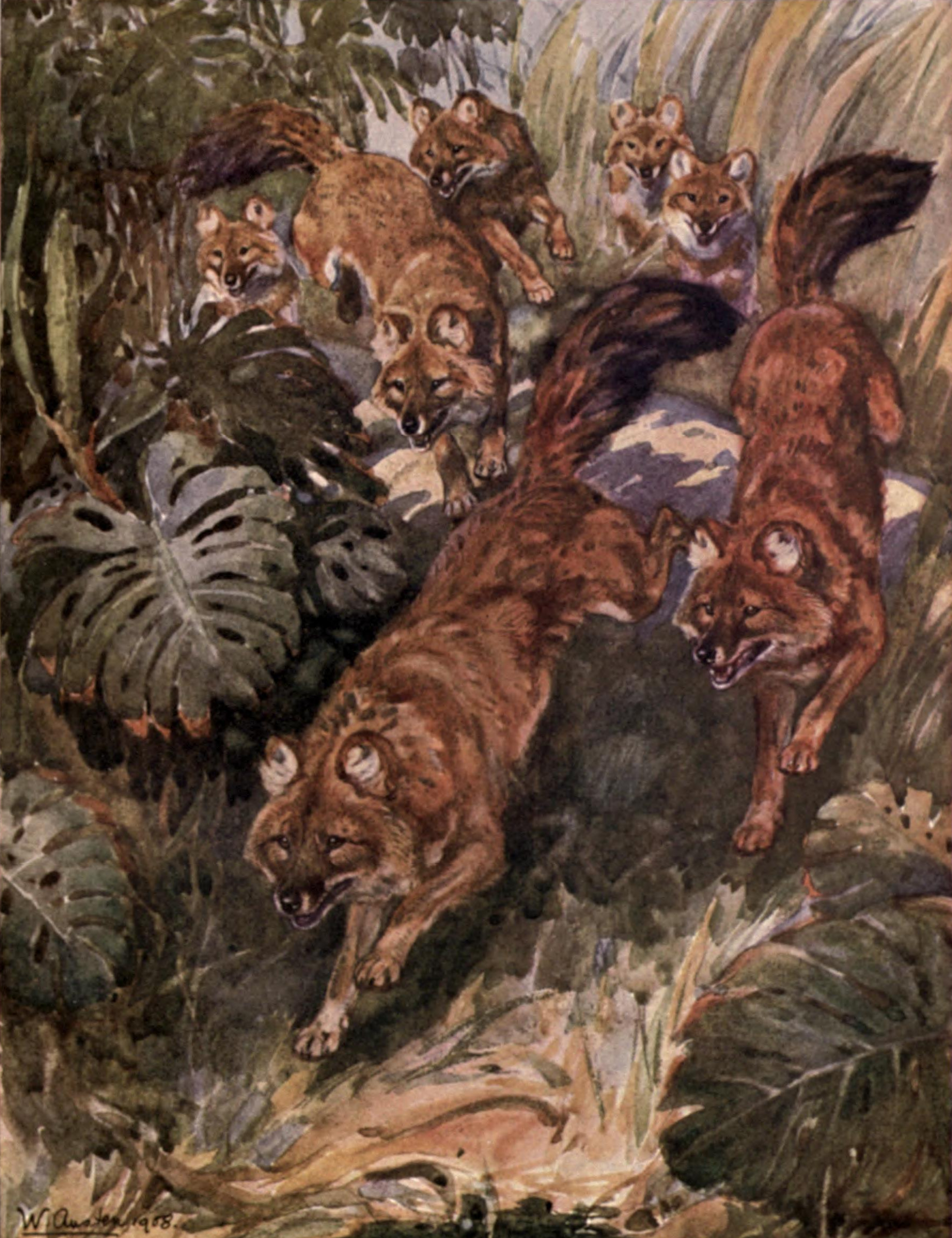
Pack Dholes

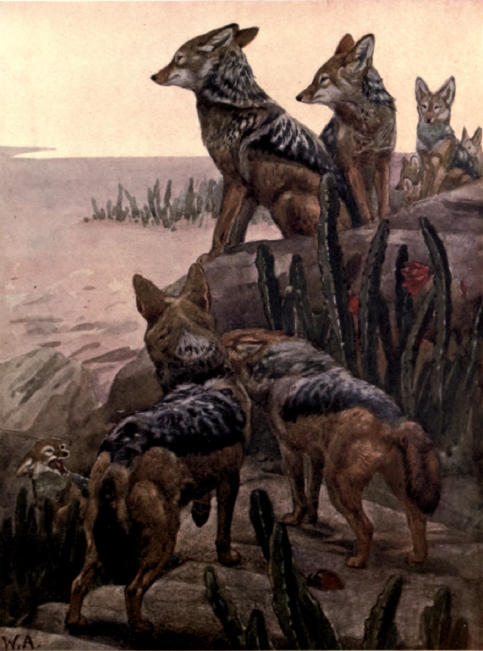
Chacales

Los temas favoritos de Austen fueron los animales salvajes, y tuvo éxito con la ilustración de libros. Sus grabados de animales y pájaros fueron populares en los años 40 y 50. En la Academia Real en 1903, exhibió "El día del reconocimiento", un lobo perseguido por cazadores a través de un bosque en la nieve. Una segunda muestra una escena de nieve, con un lobo aullando, mientras otros dos aparentemente lo escuchan. "Mientras el lobo, en su merodeo nocturno, aúlla la luna con un aullido horrible", es la leyenda de la imagen.
Austen destacó por su gran talento y por el raro don de la simpatía con el mundo animal. Durante muchas temporadas, expuso regularmente en la exposición anual de la Sociedad Real de Grabadores de Pintura, y en 1922, fue elegida miembro de esa sociedad. Las primeras placas de Austen estaban sobrecargadas de fondo, y la artista finalmente las descartó todas. La Pequeña Garceta está perdida en su entorno. La placa carecía de atmósfera, por mucho que haya atraído al ornitólogo. El ratón de campo, que por lo demás está bien hecho, sufrió la misma falta. Austen fijó su atención en los animales, de tal manera que su trabajo en las ramas, hojas y flores mostraba signos de débil interés. Sus dibujos de aves o bestias exóticas, como una cigüeña o un oso, tampoco muestran sus preferencias. La liebre belga y el conejo son obras de un período medio. Mientras que el Conejo es considerado el más fino de los dos. Austen, sin sobrecargar su lámina, adoptó un método severo para algunos de sus estilos. Austen grabó dos pájaros de caza, Little Jap y A Surrey Fowl . El primero se considera bueno, el segundo se compara con el trabajo de Félix Bracquemond. La incisión del grabado de Austen era audaz y firme, con una ausencia de torpeza e indecisión. Las puntas secas fueron sus trabajos más recientes. Austen se inspiró en los japoneses. Un dibujo de Keibun Ōta en el Museo Británico de ánades reales volando a la luz de la luna se puede comparar con el Pitching Mallard de Austen. Mallard Rising trata un tema similar. Widgeon in Winter y A Little Covey se consideran buenos puntos secos, este último muestra una fuerte influencia japonesa. Austen fue elegida para la Society of Women Artists (1902), la Royal Society of Painter-Etchers and Engravers (1907), el Royal Institute of Painters in Water Colors (1933), y desde 1903 fue miembro de la Royal Zoological Sociedad.
Austen se casó con su agente Oliver O'Donnell Frick en 1917 y enviudó en 1923. En 1926 se mudó a una cabaña en Suffolk donde permaneció hasta el final de su vida. Murió en Bickley, en 1964. Sus obras se encuentran en colecciones privadas.     

## Libros ilustrados
- Un libro de perros de E Nesbit, 1898, publicado por Dent
- En el zoológico de A Cooke, 1920, publicado por Nelson
- Campo, río y colina de E Parker, 1927, publicado por Allan
- Marsh and Mud Flat por K Dawson, 1931, publicado por Country Life
- Solo un lanzamiento ordinario, 1935, Country Life
- Birds Ashore and Aforeshore por P Chalmers, 1935, publicado por Collins.[3]

## Galería

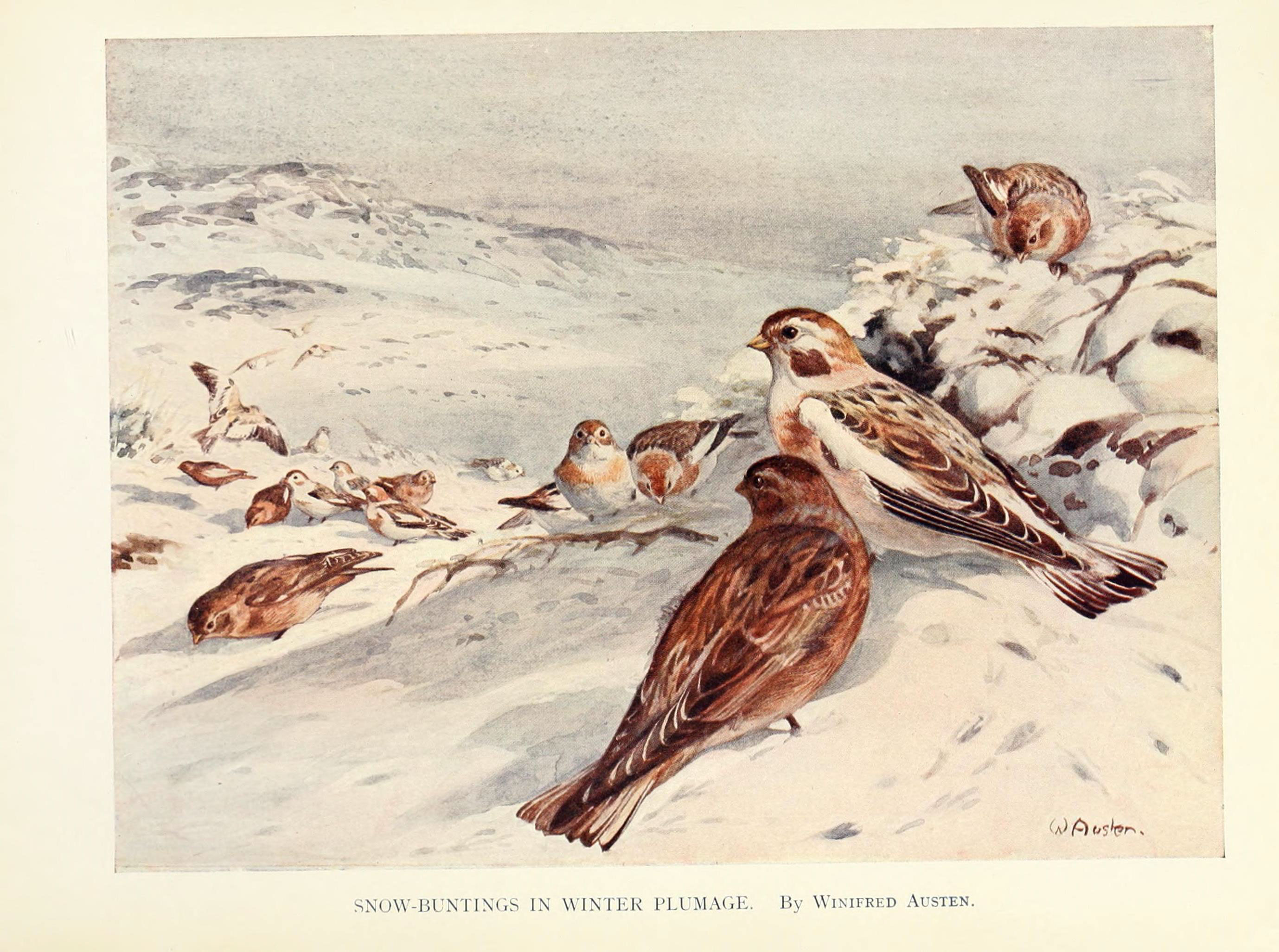
Birds through the year
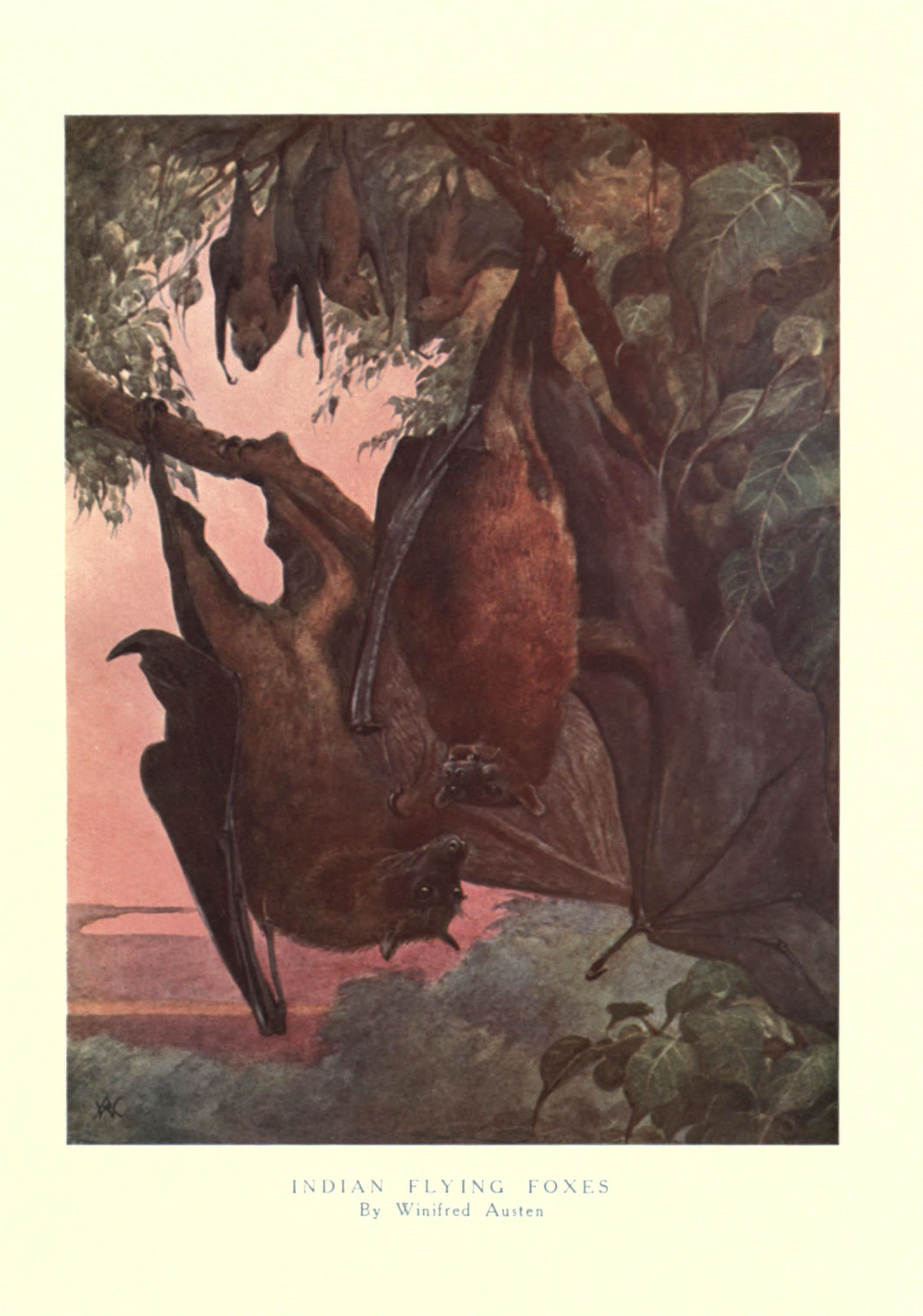
The wild beasts of the world
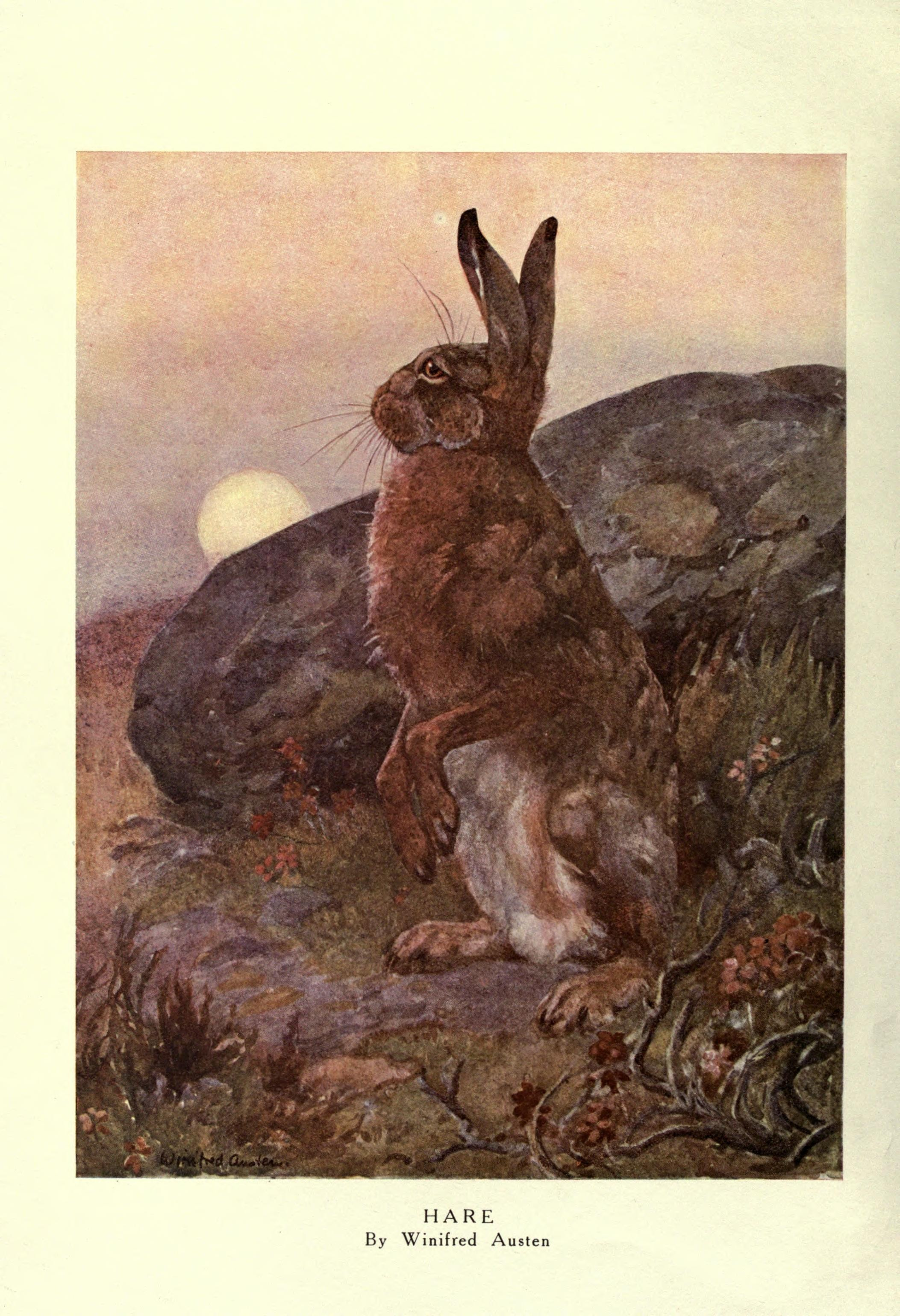
The wild beasts of the world (Plate 1)
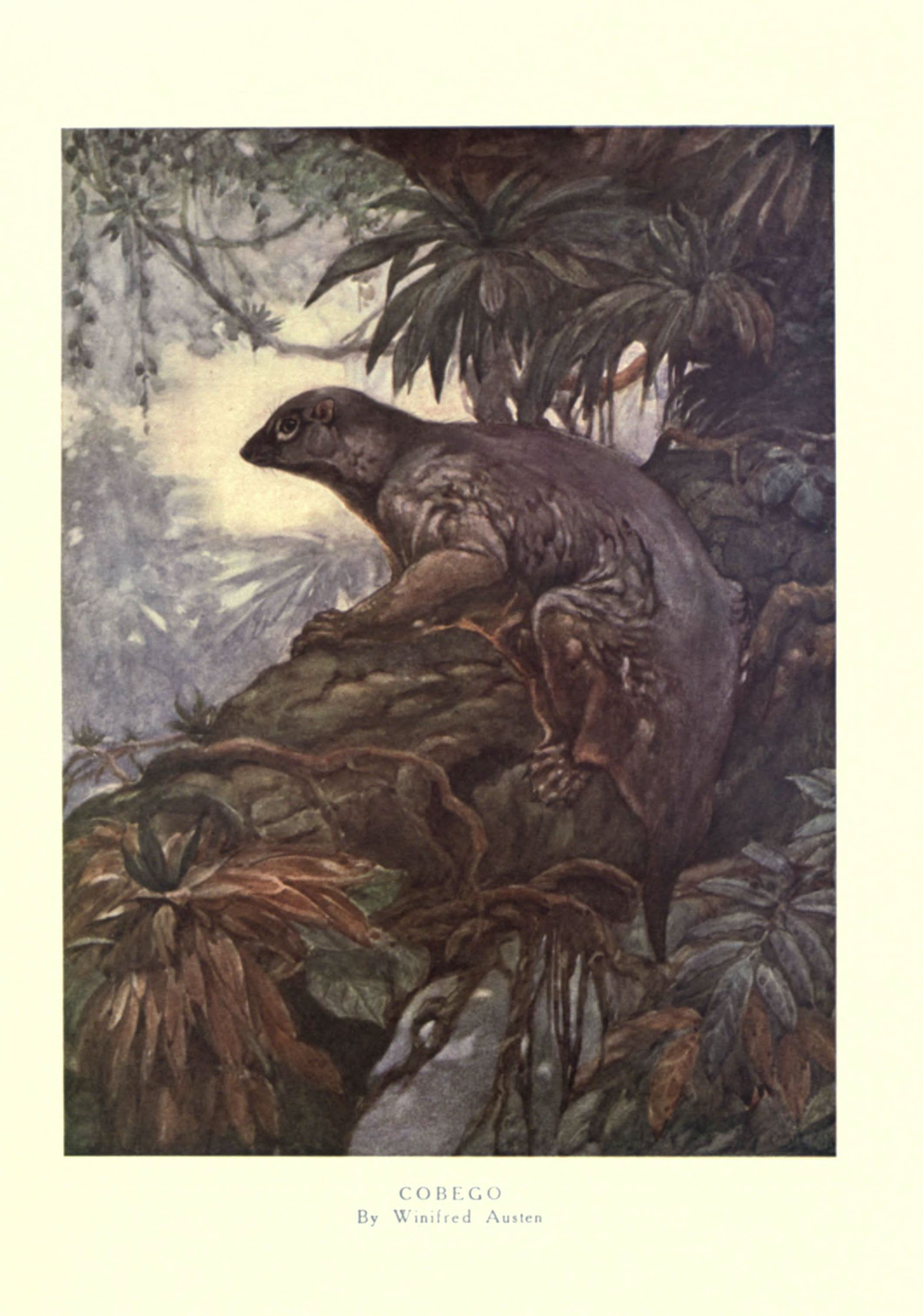
The wild beasts of the world (Pl. 44). Winifred Austen
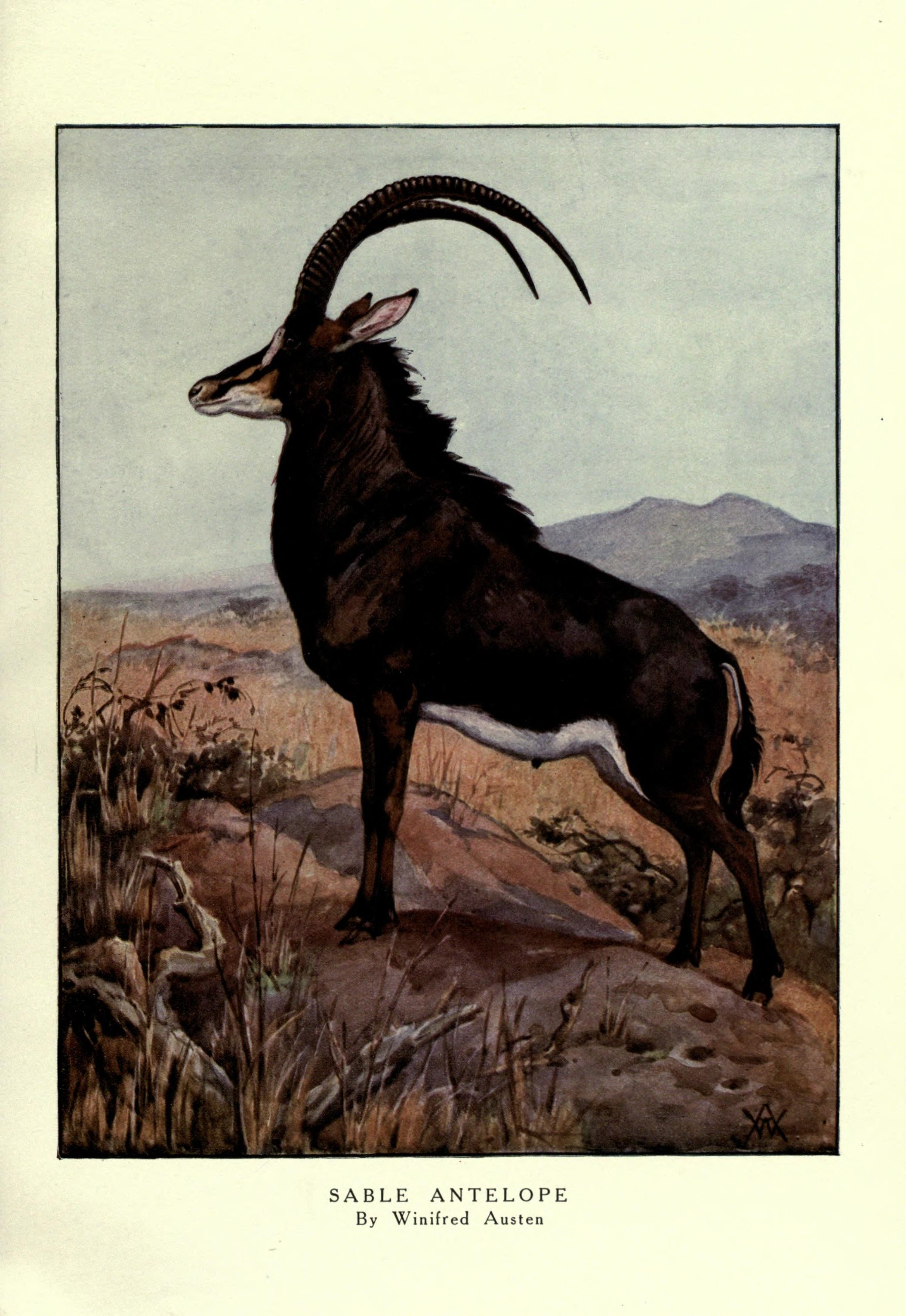
The wild beasts of the world (Plate 12) by Winifred Austen
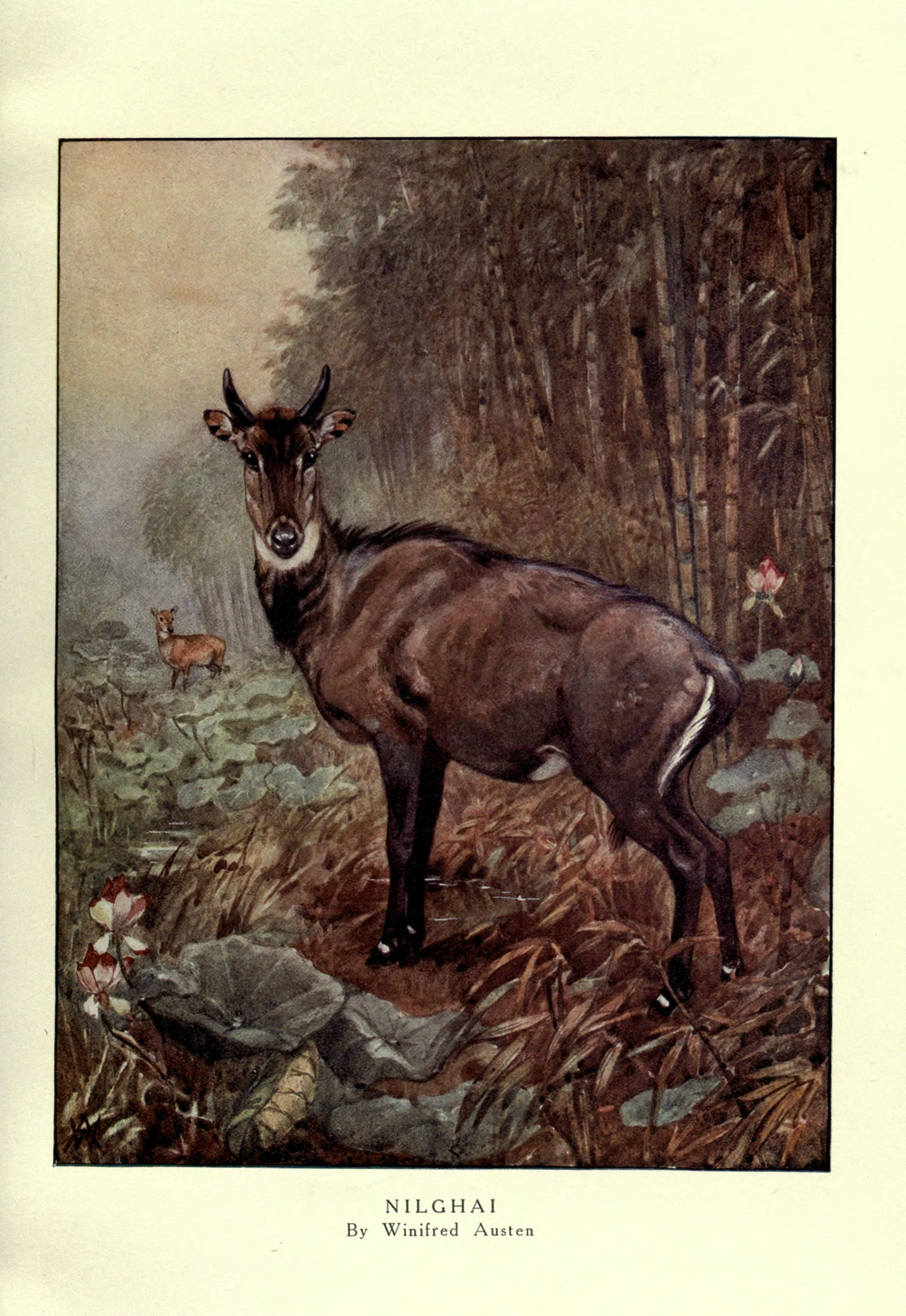
The wild beasts of the world (Plate 15) by Winifred Austen
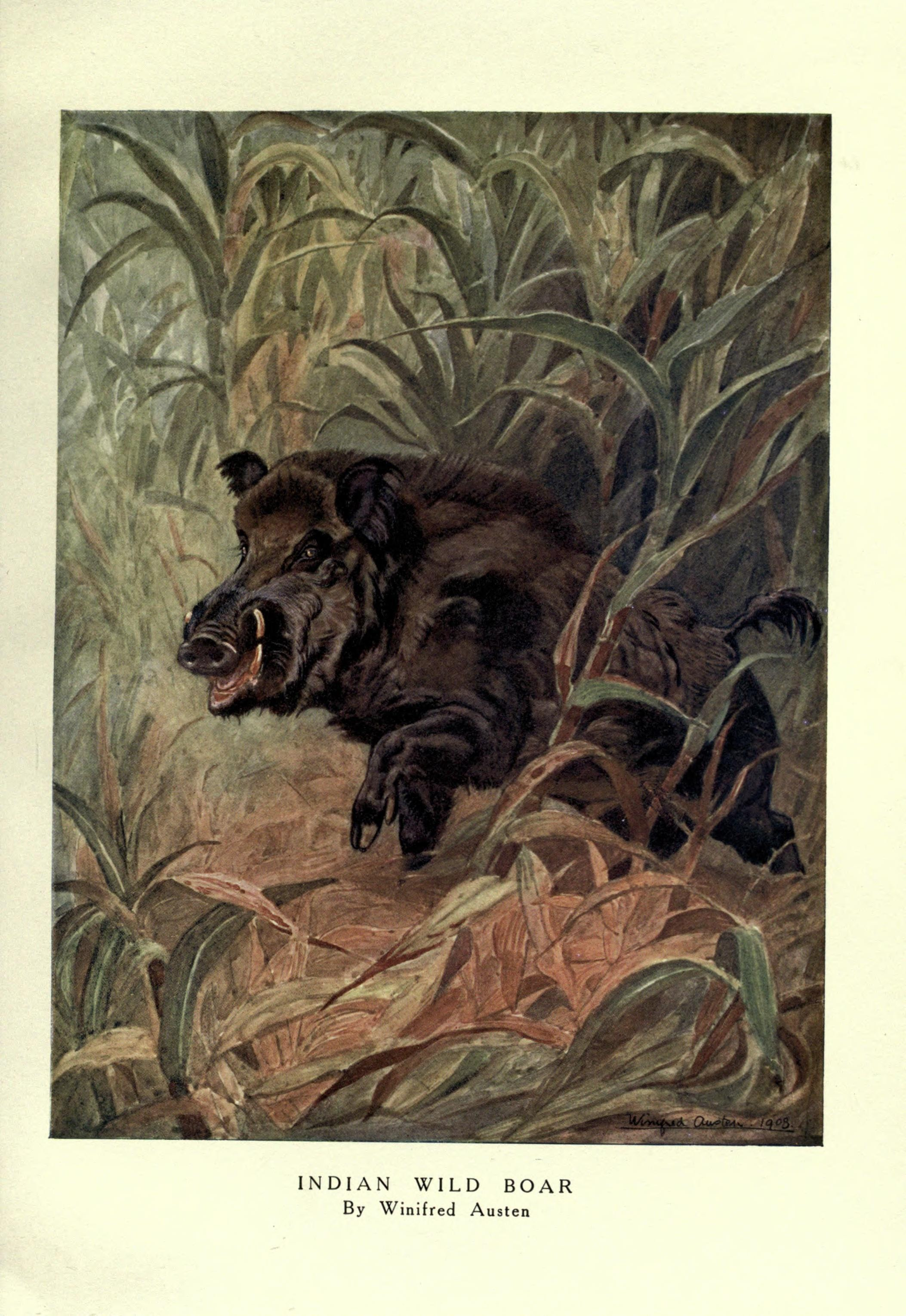
The wild beasts of the world (Plate 30) by Winifred Austen
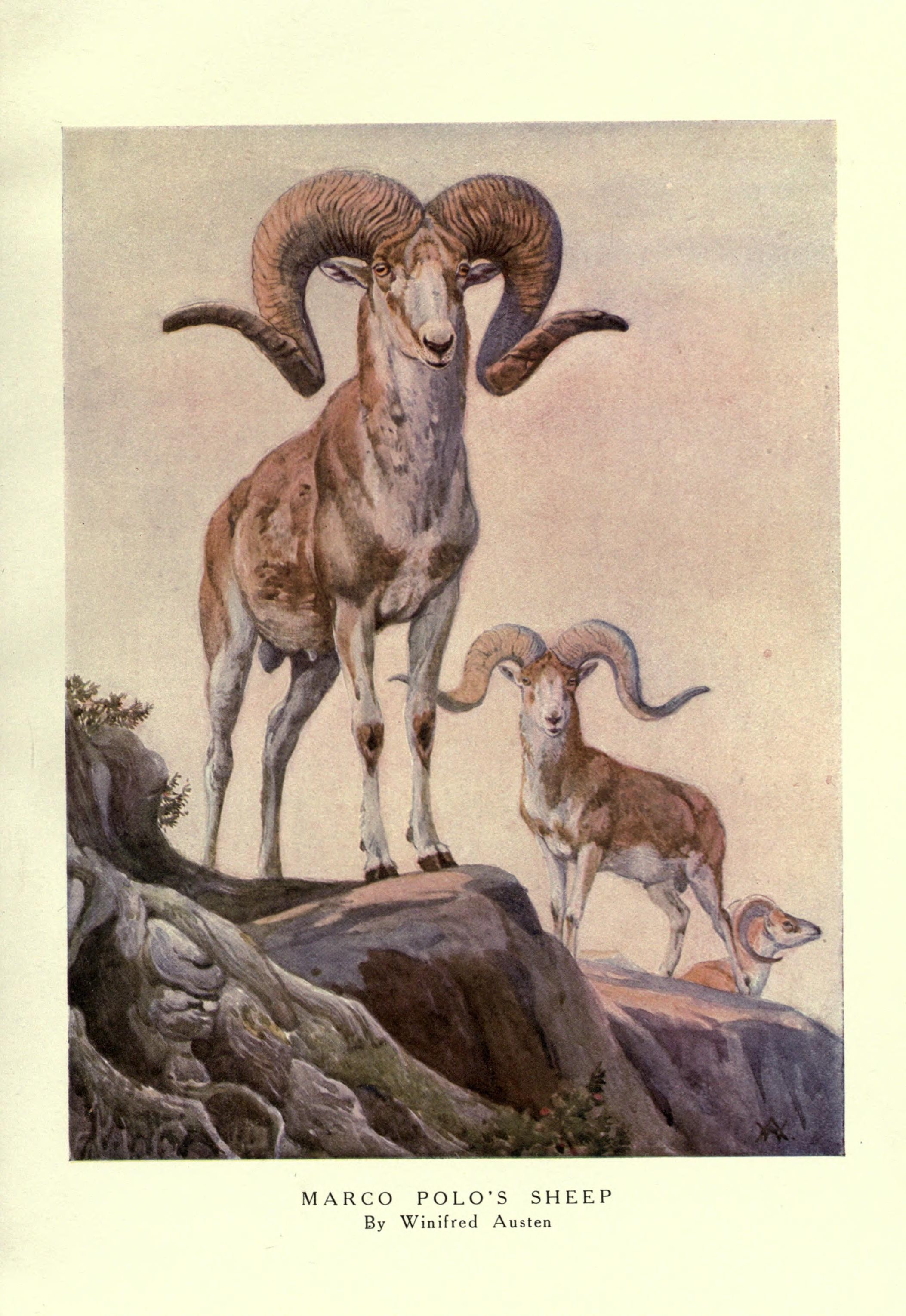
The wild beasts of the world (Plate 18) by Winifred Austen
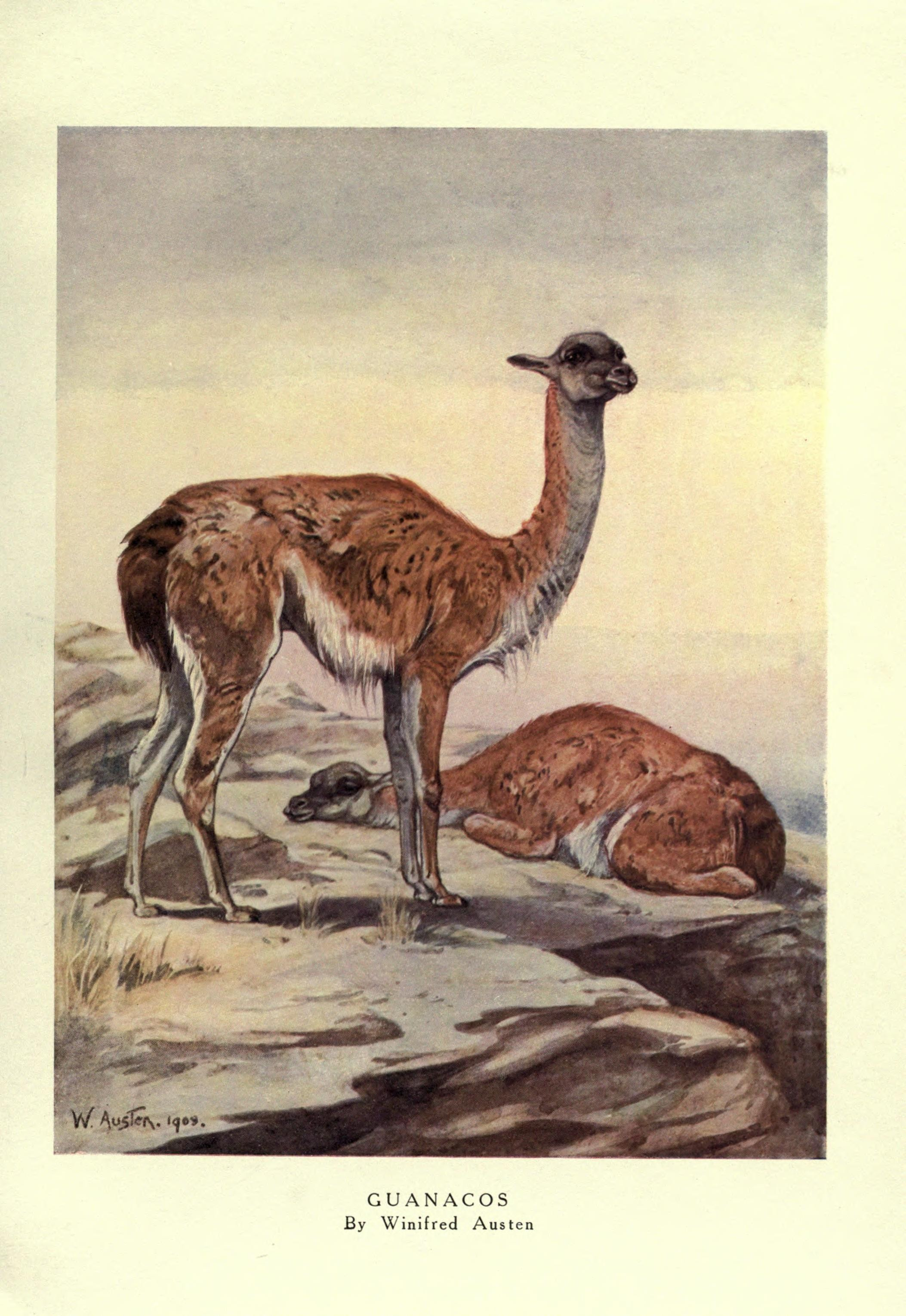
The wild beasts of the world (Plate 28) by Winifred Austen
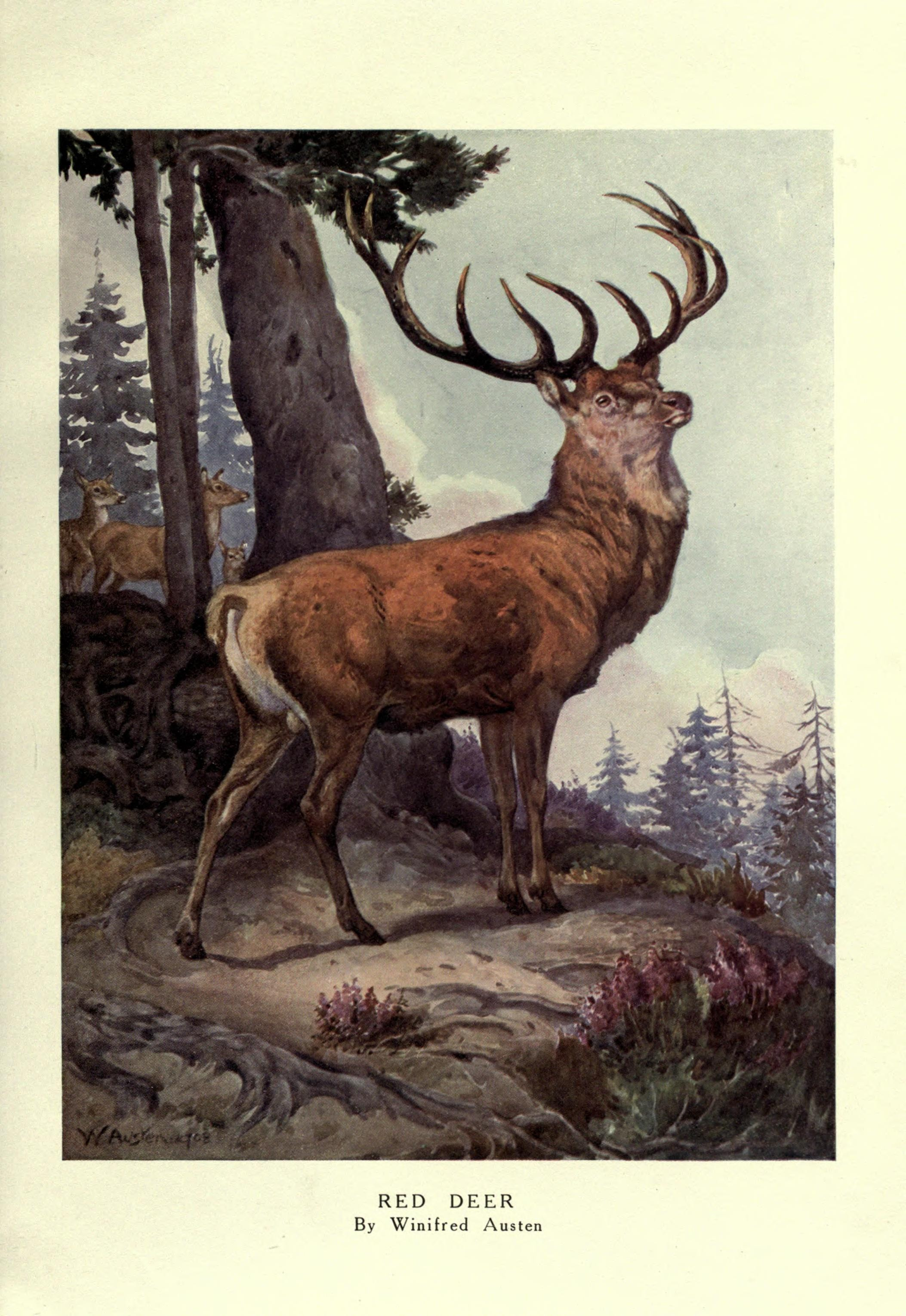
The wild beasts of the world (Plate 22) by Winifred Austen
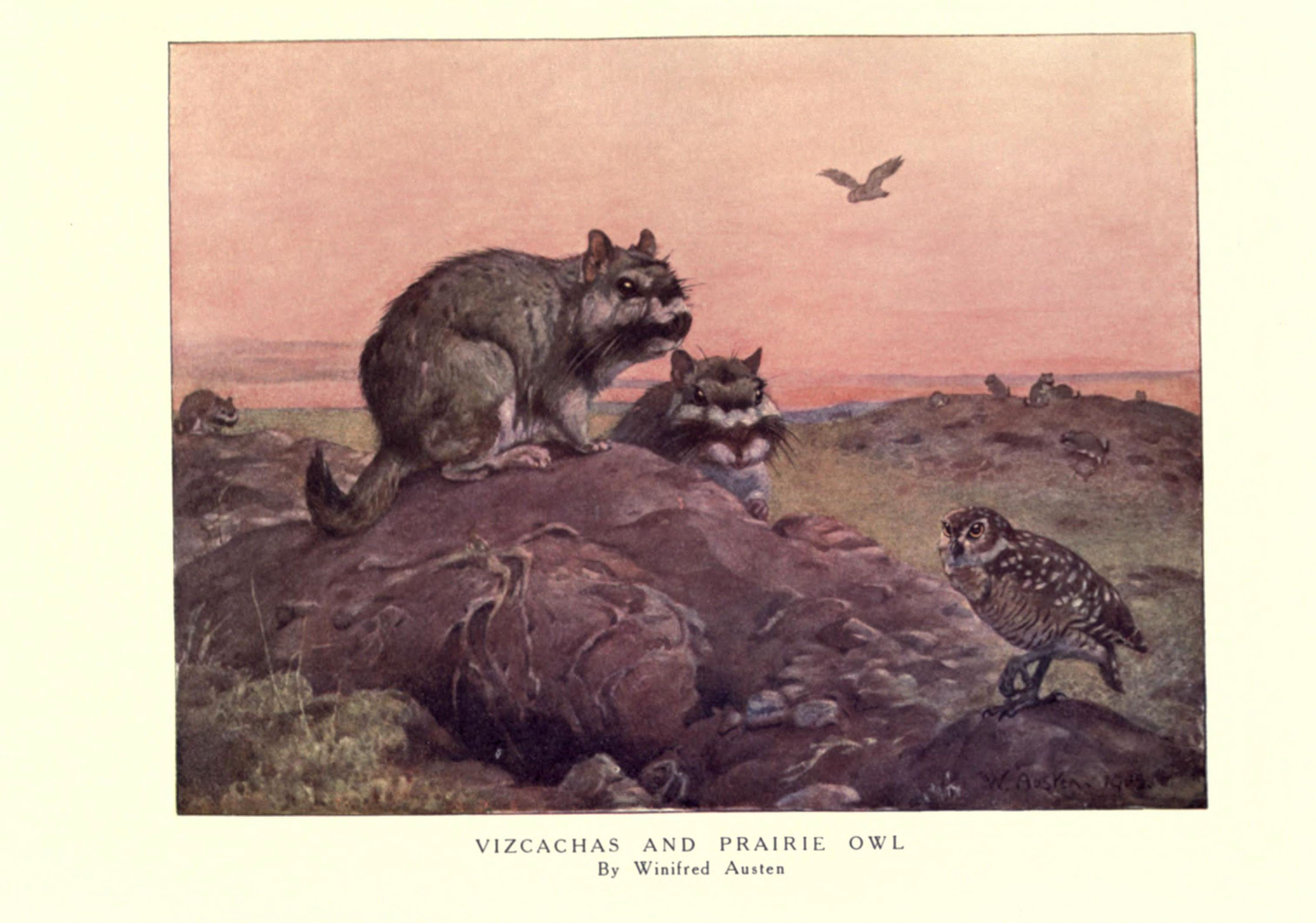
The wild beasts of the world (Plate 53) by Winifred Austen
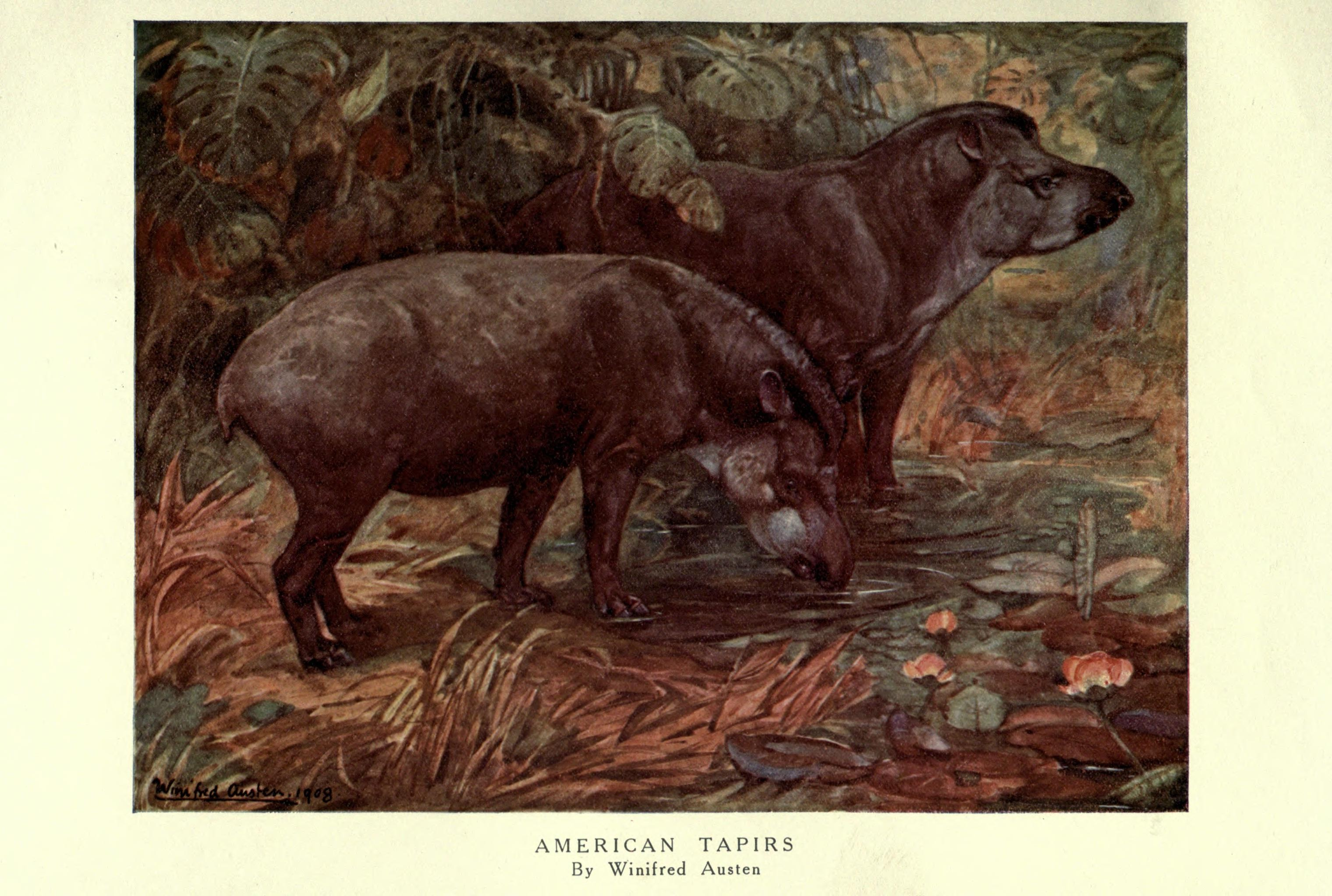
The wild beasts of the world (Plate 5) by Winifred Austen
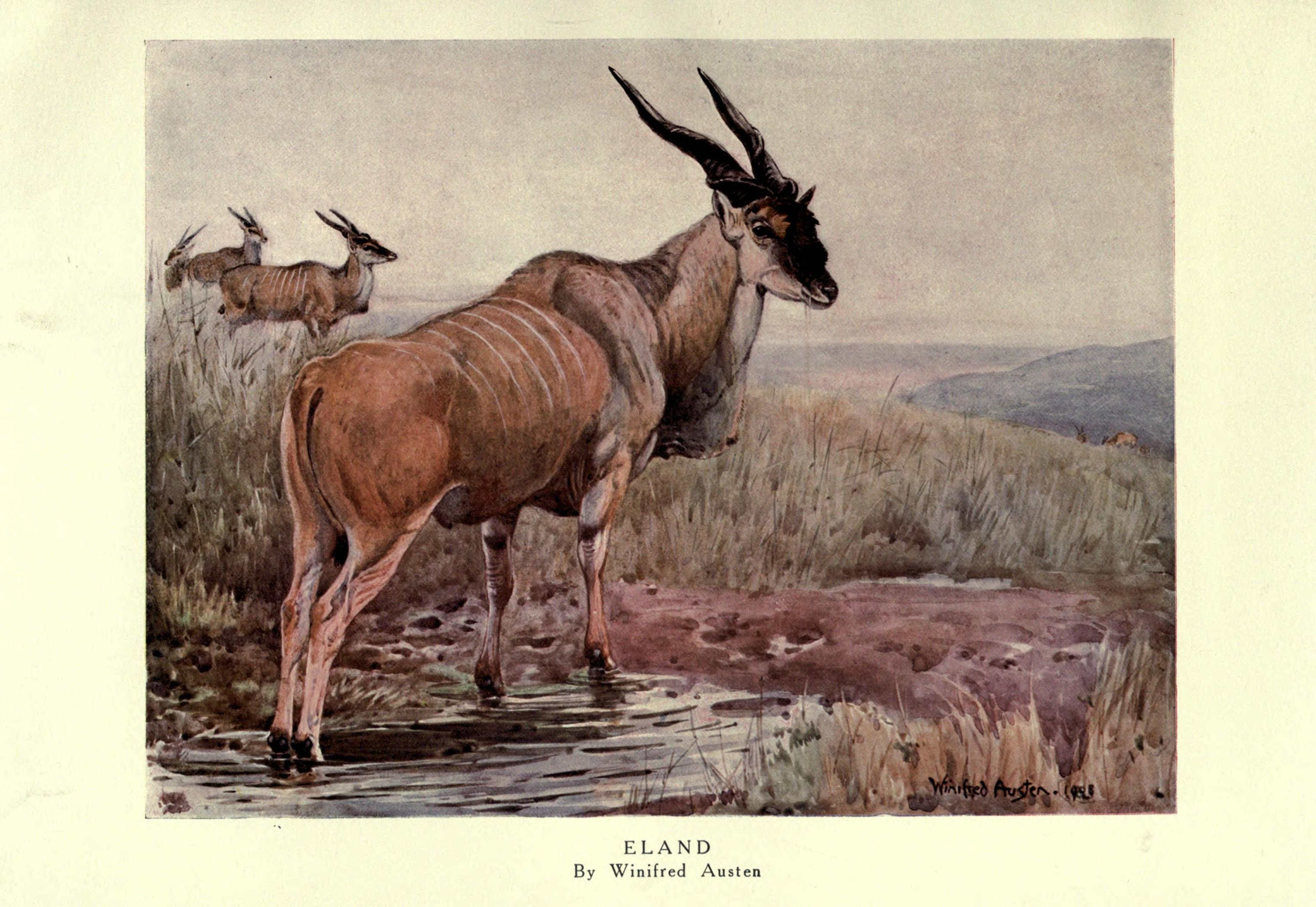
The wild beasts of the world (Plate 11) by Winifred Austen
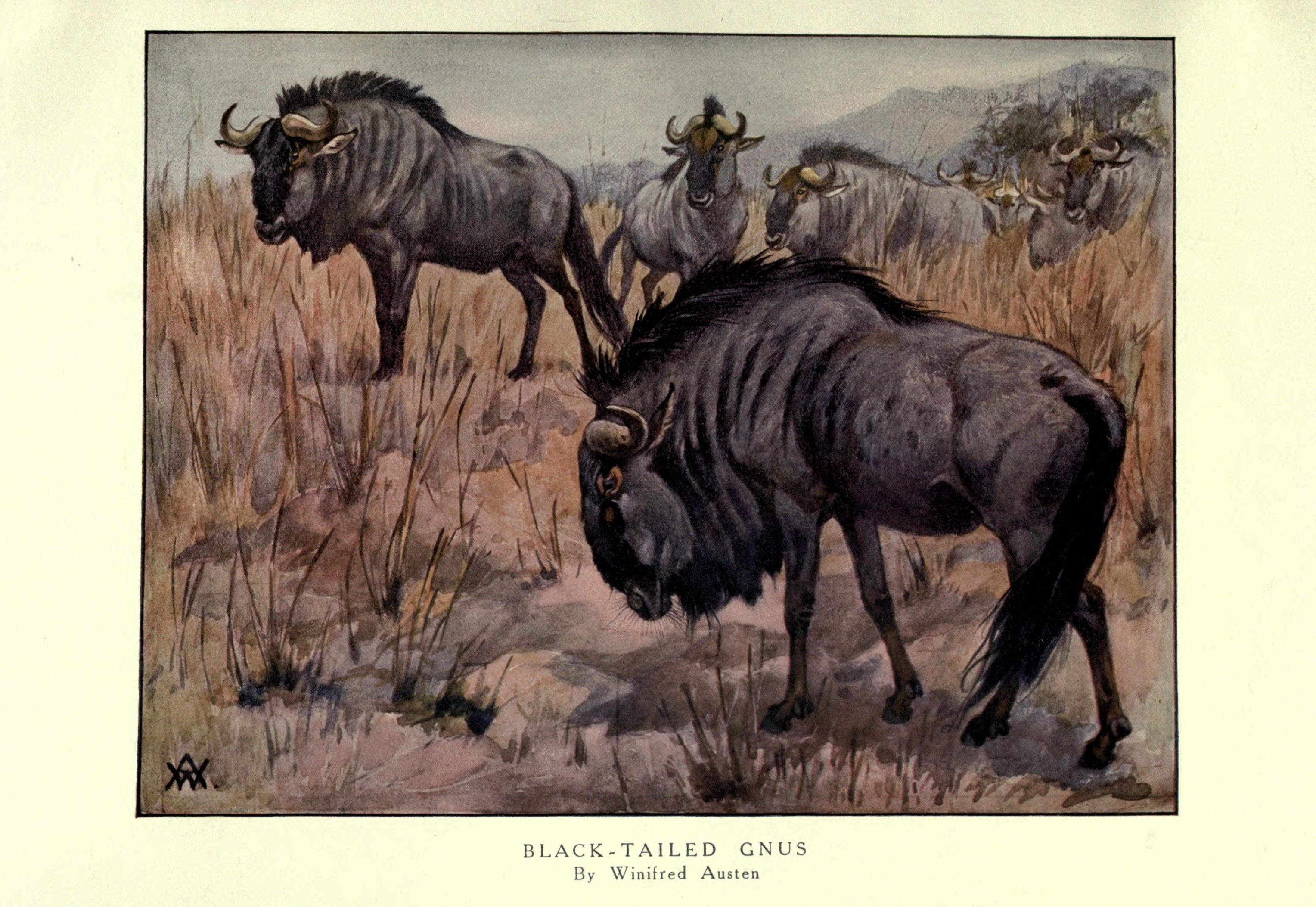
The wild beasts of the world (Plate 9) by Winifred Austen
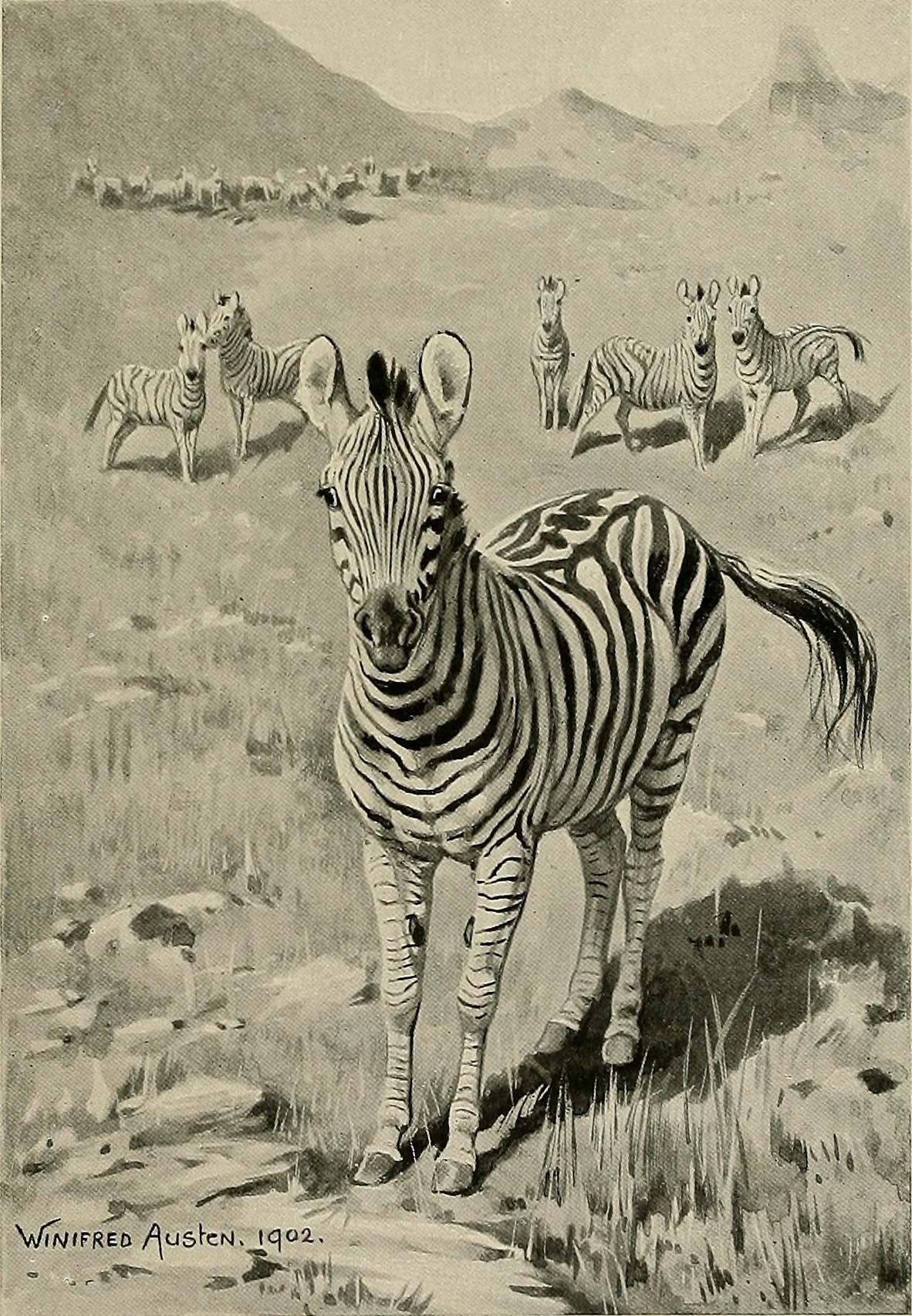
Animal Life and the World of Nature; A magazine of Natural History (1902) by Winifred Austen